# Дёнгкюдей
Дёнгкюдей (также Денкюден, Дьёнгкюдэ) — пресноводное озеро автотрофного типа в Нюрбинском районе Якутии, в западной части Центральноякутской равнины, недалеко от впадения реки Марха в Вилюй.

## Общие сведения
Площадь озера 27.7 км². Площадь водосбора составляет 570 км². Высота над уровнем моря — 110 м. Протяжённость озера 11500 м, максимальная ширина – 3325 м.  Согласно замерам  в марте 1983 года, средние глубины составили 2.8–3.0 м, максимальная глубина — 3.8 м. Общая минерализация составляет 441,7 мг/л.

## Описание
Котловина озера вытянута с северо-востока на юго-запад. На севере впадает река Сяне. На северо-востоке вытекает протока, которая, пройдя через несколько небольших озёр (наиболее крупное — Мисен), впадает в Вилюй. Берега низкие, слабо изрезанные. Дно ровное, грунты представлены илами тонкой структуры, илисто-песчаные грунты встречаются на северной части озера. На северном берегу озера располагается село Акана. Имеется несколько небольших островов.
С целью охраны озёрных ресурсов Республики Саха (Якутия) в 1994 году озеро получило охранный статус регионального значения «Уникальное озеро Дьенгкюде (Озеро Дженкюде)» общей охраняемой площадью 5 602,0 га.